# Chnumhotep I.
Chnumhotep I. war ein lokaler Fürst im alten Ägypten, der am Anfang der 12. Dynastie im Säbelantilopengau amtierte. Er ist vor allem von seinem Grab in Beni Hasan (BH 14) bekannt, in dem sich eine längere biographische Inschrift befindet. Die Malereien in der Kultkammer des Grabes sind ansonsten nicht gut erhalten. Chnumhotep I. war großes Oberhaupt des Säbelantilopengaus, wobei es sich um den Titel des Gaufürsten handelt. Daneben war er auch noch Bürgermeister von Menat-Chufu und Vorsteher der Ostwüste. Die biographische Inschrift in seinem Grab berichtet, wie er mit Amenemhet I. auf einen Feldzug zog und dann vom Herrscher zum Bürgermeister von Menat-Chufu ernannt wurde.